# Vie militaire à Limoges

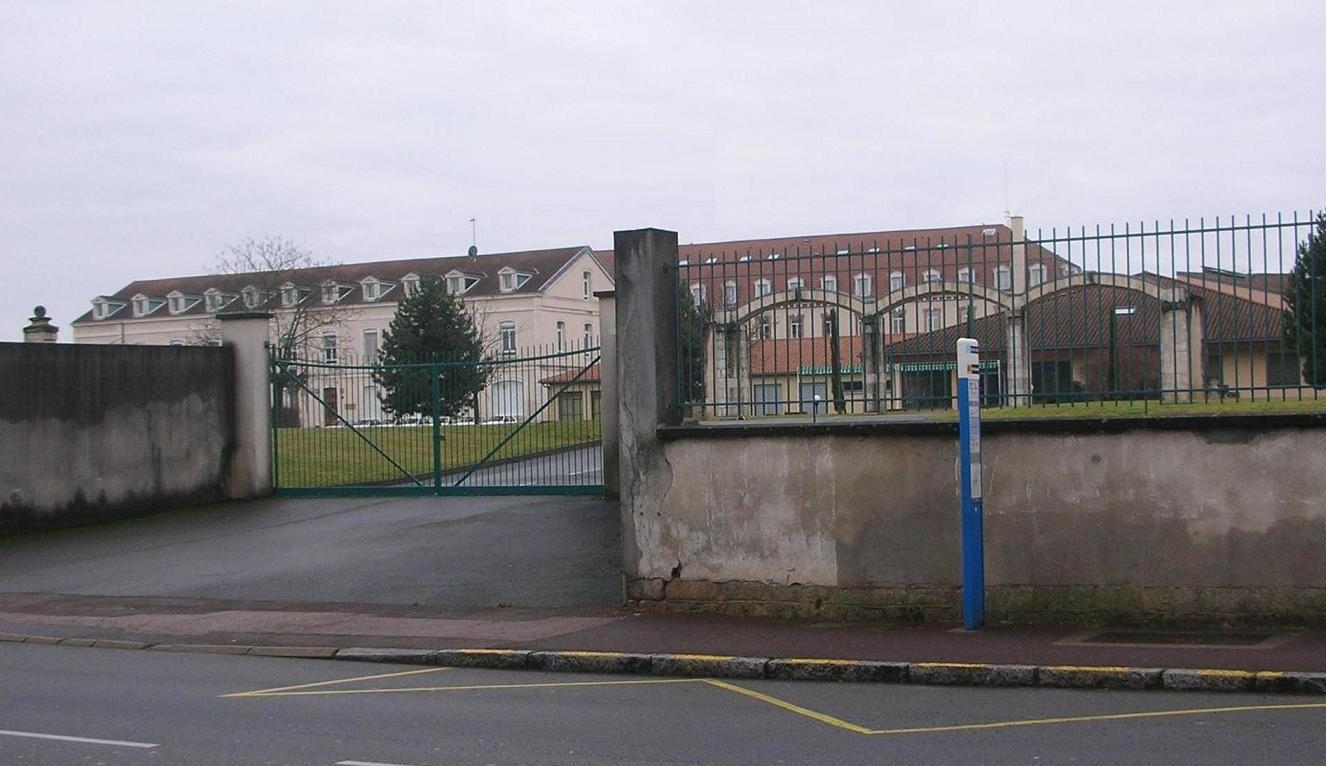
La caserne Beaublanc vue du faubourg Montjovis : le mess et l'établissement du génie

La page vie militaire à Limoges présente la vie militaire de la ville française de Limoges située dans le département de la Haute-Vienne et la région Nouvelle-Aquitaine.

## Histoire
Sous l'Ancien Régime, Limoges reçoit régulièrement des régiments de cavalerie en garnison, la région étant agricole et réputée pour pouvoir accueillir de nombreux chevaux. Les soldats sont alors logés chez l'habitant. 
La Révolution française, en confisquant comme biens nationaux des couvents, ouvre la voie à leur transformation ultérieure en casernes : quartier de cavalerie du Séminaire (1812), caserne de la Providence (1833), ou bien l'ancien couvent des Jacobins, devenu établissement des subsistances militaires (1813). Les seules créations totalement nouvelles de cette période sont le petit quartier de cavalerie, annexe du quartier du Séminaire (1844), le grand manège construit à côté (1845) et le champ de manœuvre (1825-1833).
En 1818, le premier chef du génie de Limoges, le capitaine Breistoff, acquiert une certaine gloire locale en implantant au sommet du clocher de l'église Saint-Michel-des-Lions, à l'occasion de travaux de réparations, une boule de cuivre. Il repère ainsi de manière sûre ce point géodésique, dans le cadre de l'élaboration de la carte d'État-Major.
Le Second Empire établit un état major de division Militaire à Limoges dès 1852 (21e division militaire territoriale). Le quartier général est construit place Jourdan, et l'ancien couvent de la Visitation agrandi pour recevoir un régiment d'infanterie (1857). 
Après la guerre franco-prussienne de 1870-1871, la 21e division militaire du second Empire devient la 12e région militaire, cadre du 12e corps d'armée. Elle couvre les départements de la Haute-Vienne, de la Creuse, de la Corrèze, de la Charente et de la Dordogne. Elle regroupe sur son territoire les 23e et  24e divisions d'infanterie, la 12e brigade de cavalerie, la 12e brigade d'artillerie et le 12e escadron du train des équipages militaires.  
Simultanément, la transformation de l'armée de métier en armée de conscription exige des casernes plus nombreuses : l'ancien monastère des Bénédictins, devenu maison centrale de détention en 1811, est transformé en caserne dès 1875. Puis sont construits le quartier de cavalerie dit du « Séminaire » pour le 20e dragons, le quartier de cavalerie Marceau (ou quartier du Crucifix, du nom du lieu-dit voisin, le Crucifix d'Aigueperse - 1874 - pour le 21e régiment de chasseurs), la caserne Beaublanc (1875 - pour le 12e escadron du train), avec à côté le parc d'artillerie de Montjovis. Puis sont construites la caserne Beaupuy (1884), et enfin, en 1913, la caserne Jourdan (destinée à un bataillon cycliste). Un parc à fourrages est construit sur la route de Paris (1880), un stand de tir en bord de la Vienne, commune de Panazol (1875). Un quai militaire, destiné à faciliter l'embarquement des troupes allant au camp militaire de la Courtine (Creuse) (1886), a donné son nom à une rue de la ville.
Durant la Première Guerre mondiale, les services du  1er corps d'armée, normalement basés à Lille, alors occupée par l'armée allemande, sont installés à Limoges ; à partir de 1917, il s'y ajoute une des bases arrière de l'armée américaine (à la caserne Beaupuy, notamment). À ce moment, la garnison de Limoges atteignit 10 000 hommes.
Entre les deux guerres mondiales, on ne signale qu'une construction, celle de la Base aérienne 274 Limoges-Romanet (1939) proche de l'aérodrome de Limoges-Feytiat, où stationne déjà le groupe aérien d'observation. Dans le même temps, la caserne des Bénédictins (1930) et le quartier du Séminaire (1939) sont cédés à la Ville.
Après 1945, la caserne Beaupuy, désaffectée, est rasée et remplacée par un ensemble résidentiel ; la caserne Jourdan, également démolie, laisse place à un autre ensemble résidentiel, destiné aux familles de gendarmes. La transformation de l'Armée française en armée de métier accroît le mouvement de repli de la présence militaire à Limoges : le conseil général de la Haute-Vienne acquiert la caserne de la Visitation pour regrouper ses services.
Limoges est marquée pendant la seconde moitié du XXe siècle par la présence du Centre de Sélection n° 4 (CS 4) dans l'ancien « petit quartier du Séminaire ». Le va-et-vient des appelés entre la gare des Bénédictins et le CS 4 est pendant plusieurs décennies une caractéristique militaire de la ville.

## Les relations entre Limoges et sa garnison
En 1790, le régiment de cavalerie Royal Navarre, en garnison dans la ville, participe à la lutte contre un gigantesque incendie qui détruit une centaine de maisons dans le quartier Bancléger. Tous les soldats sont faits citoyens d'honneur de Limoges. Par la suite, les relations entre le régiment et la ville se dégradent jusqu'à devenir hostiles.
Une période de tension entre la population ouvrière et l'armée marque le début du XXe siècle. Dès la fin du siècle précédent, la ville est devenue une  ville rouge, marquée par une certaine hostilité envers l'armée. Lors des évènements ouvriers de Limoges d'avril 1905, la troupe est réquisitionnée par le préfet de la Haute-Vienne pour assurer le maintien de l'ordre contre les grèvistes : l'action qu'elle mena le 17 avril pour disperser les manifestants sur le Champ de foire (Jardin d'Orsay), se solda par un mort civil, Camille Vardelle, et de nombreux blessés de part et d'autre. Dans ce contexte, soldats et surtout officiers durent longtemps subir insultes et violences. 
En 1914, l'État Major assigne à résidence, aux arrêts de rigueur, dans la 12e région militaire, des officiers jugés, lors des premiers combats, les plus inaptes ; de là serait né le mot « limogeage ».
Cependant, les municipalités successives, tout en soutenant les revendications ouvrières, ne contestent jamais ni la présence ni le rôle de maintien de l'ordre attribué à l'armée. Outre le fruit d'une certaine prudence, il faut sans doute y voir le souci de l'intérêt économique de la commune : toute garnison produit une activité et constitue un marché.
Afin de normaliser les relations vis-à-vis de la population civile et celles avec la mairie, un partenariat est signé en 1999 entre la ville et le 15e régiment du train : cette unité (devenue ultérieurement le 15e bataillon du train) succède au 20e régiment de dragons comme régiment de Limoges.

## L'armée à Limoges aujourd'hui

### Les établissements militaires actuels
Les établissements militaires présents dans la ville sont les suivants :
- L'hôtel de commandement : établi place Jourdan à l'emplacement de l'ancienne abbaye de Saint-Martin des Feuillants. Le bâtiment a été édifié sous le Second Empire : conservées sur le perron, deux aigles impériales en pierre, abattues à la chute de Napoléon III, rappellent cette origine. Au rez-de-chaussée se trouvent les salons de réception et le bureau du général ; les appartements de fonction sont à l'étage. Une cour par devant et un jardin sur les autres côtés isolent complètement ce bâtiment. Les édifices annexes (ancien corps de garde, ancienne écurie) abritent divers services ;
- Le centre du service national : établi depuis 2000 dans une partie réduite de l'ancien « petit quartier », ultérieurement « Centre de Sélection no 4 ». Les autres locaux désaffectés ont été aménagés pour divers services sociaux universitaires.
- Le service des archives médicales et hospitalières des armées : installé dans les beaux locaux d'une ancienne et très importante usine de chaussures, l'usine Monteux, fermée en 1934.

### Les services de l'armée à Limoges
Les services de l'armée installés à Limoges sont les suivants :
- La délégation militaire départementale (DMD) est le conseiller du préfet de la Haute-Vienne dans ses attributions de défense et de gestion des crises. L’antenne communication du Limousin région Terre Sud-Ouest du SIRPA sert d'interface entre l'armée et les différents médias locaux. Ces deux services ont leur siège dans les dépendances de l'hôtel de commandement ;
- Le centre du service national (CSN) organise et conduit les Journées d'Appel et de Préparation à la Défense (JAPD) auxquels sont soumis tous les jeunes Français des deux sexes. Ce service a logiquement comme mission de recenser les garçons et filles en âge de remplir cette obligation. Il est établi dans une petite partie des locaux de l'ancien centre de sélection no 4, rue du pont-Saint-Martial ;
- Le centre d'information et de recrutement des forces armées est situé boulevard Carnot, à l'angle de la rue des Vénitiens. Il renseigne sur les professions de la défense nationale et recueille les candidatures ;
- Le service des archives médicales et hospitalières des armées emploie quarante-neuf personnes, dont seulement dix militaires, à la gestion, à l'archivage et à la conservation des dossiers individuels des patients hospitalisés dans les établissements de l'Armée. Il est situé 23 rue de Châteauroux.

### Les services sociaux des Armées
L’école de reconversion professionnelle Féret-du-Longbois s'occupe de la réinsertion professionnelle des travailleurs handicapés. Gérée par l'Office national des anciens combattants et des victimes de guerre, elle peut accueillir 212 stagiaires qu'elle prépare au baccalauréat professionnel, BEP et CAP. Elle est située 16 avenue Jean-Gagnant, sur le site de l'ancienne caserne des Bénédictins.
Deux assistantes sociales ont leurs bureaux à la caserne Beaublanc.

### Divers
L'aumônerie catholique est placée sous la responsabilité d'un laïc ; elle assure pèlerinages (Rocamadour, Lourdes, Notre-Dame de la Paix à Saint-Auvent) et messes. L'aumônerie protestante est dirigée par un pasteur qui organise des études bibliques et participe au pèlerinage militaire international protestant de Nîmes.
Il faut également citer trois associations : la section militaire de chasse et de pêche de Limoges, le club sportif et artistique de la garnison de Limoges (CSAGL) et, pour les épouses de militaires, l’ANFEM.

## La gendarmerie
Dans la première moitié du XXe siècle, la gendarmerie de la Haute-Vienne (12e légion de gendarmerie) a son siège place des Carmes, où est également encasernée une unité de gendarmes à cheval. Aujourd'hui, il y a deux casernes, appelées « Jourdan » et « Chef-d'escadron Jouan » (anciennement « des Tuilières »), toutes deux situées rue Victor Thuillat.

### Les services d'appui et de commandement
Créée le 1er juillet 2005, la région de gendarmerie du Limousin regroupe 1 311 personnes. Son commandement est implanté à la caserne Jouan, à côté de l'état-major du groupement IV/2 de gendarmerie mobile.
À la caserne Jourdan, à côté d'une grande résidence pour familles de gendarmes, se trouve le groupement de gendarmerie départementale de la Haute-Vienne.
En zone industrielle de Romanet, 11 rue Paul Claudel, sur le site de l'ancienne base aérienne, se trouve le service de diffusion de la gendarmerie (SDG). Il emploie soixante-quinze personnes dont vingt-quatre personnels civils. Il assure l'impression des documents utile au service pour la gendarmerie nationale, y compris d'outre-mer.
Le centre d'information et de recrutement de la gendarmerie est située boulevard Carnot, non loin du centre de l'armée de terre. Il a pour mission de promouvoir les métiers et le rôle de la gendarmerie et recueillir des candidatures tant pour les carrières professionnelles que pour le volontariat.

### Les unités opérationnelles
À la caserne Jouan est basé un des six escadrons composant le groupement IV/2 de gendarmerie mobile, le no 41/2.
À l'aéroport de Limoges - Bellegarde, la section aérienne de gendarmerie de Limoges rassemble dix sous-officiers montant un hélicoptère. Une autre section est implantée à Égletons en Corrèze.

## Fermeture de la garnison en 2011
La disparition de la garnison est effective depuis l'été 2011. Elle a eu un fort impact sur l'agglomération limougeaude : 842 personnes ont été concernées directement, dont 224 civils, mais avec les conjoints et les enfants ce sont plus de 2 400 personnes qui sont parties, dont plusieurs centaines d'enfants scolarisés sur l'agglomération. Les locaux et terrains désaffectés ont retrouvé une destination ; Limoges perd 842 militaires et civils. 
Le 15e Bataillon du Train est dissous, tout comme l’État-major de Force 4 et le service des archives médicales et hospitalières des Armées. Par ailleurs, la 3e brigade mécanisée est transférée à Clermont-Ferrand. 
La gendarmerie n'est pas concernée par cette disparition.